# 사랑하는 사람아 (영화)
"사랑하는 사람아"는 1981년에 개봉한 대한민국의 영화이다.

## 캐스팅
- 정윤희 : 서영주 역
- 한진희 : 강세준 역
- 김민희 : 준영 역
- 김진규
- 사미자
- 문정숙
- 박암
- 조재성
- 이인옥
- 곽정희
- 김해숙
- 문미봉
- 신동욱
- 최성관
- 유명순
- 최일
- 안진수

## 수상
- 1981년 제17회 백상예술대상
  - 영화부문 여자최우수연기상 - 정윤희
  - 영화부문 여자신인연기상 - 김민희